# Sajkásvidék

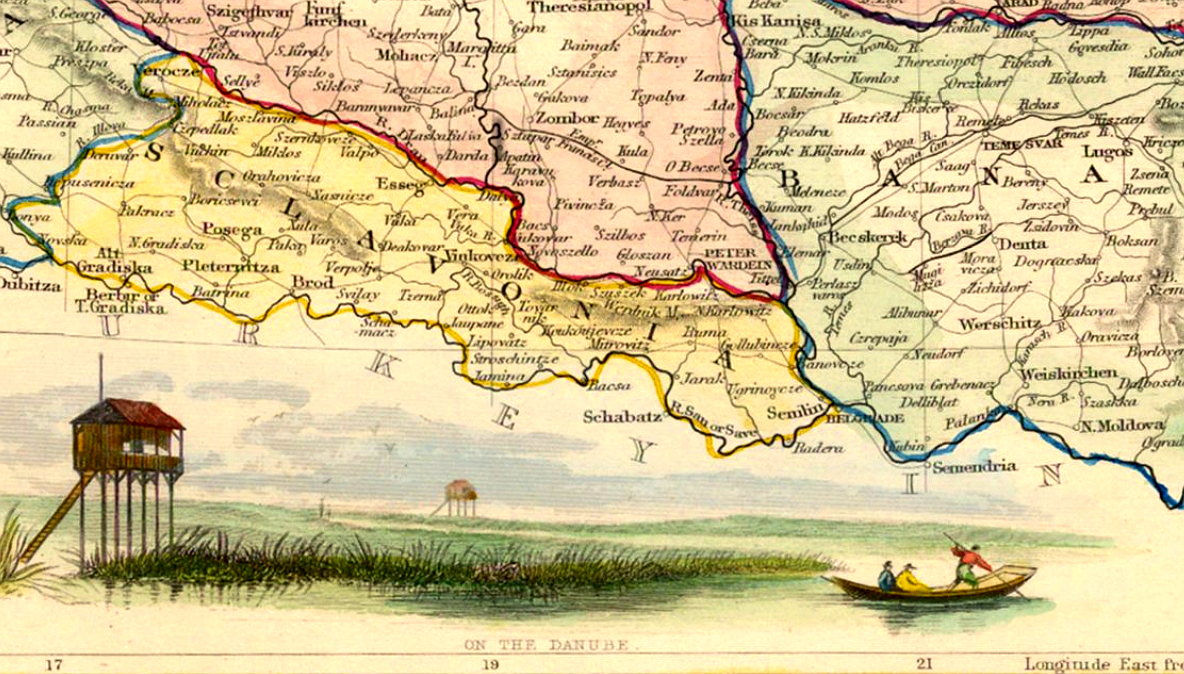
Térkép illusztráció, 1851

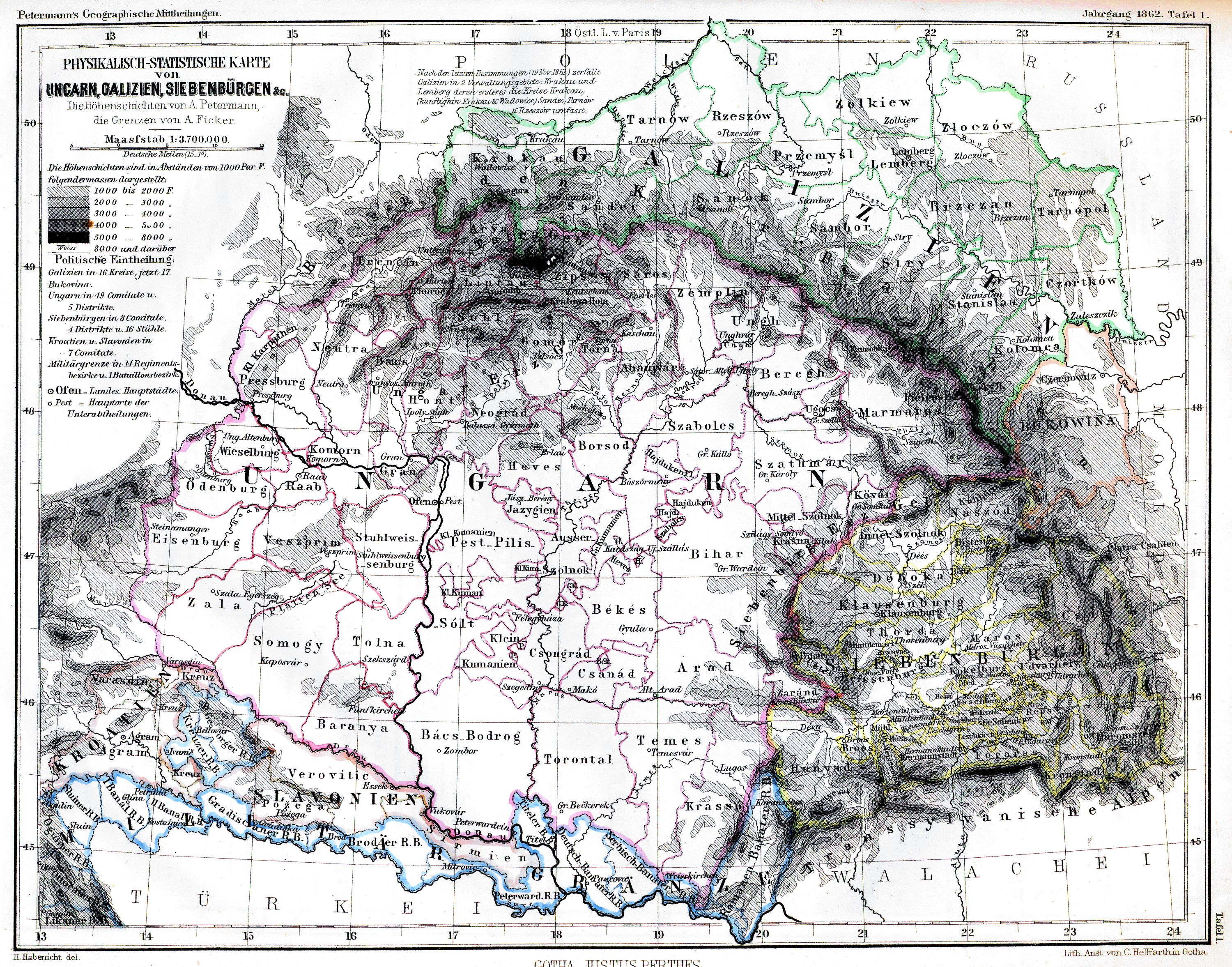
Titeler Batallionsbezirk egy 1862-es térképen

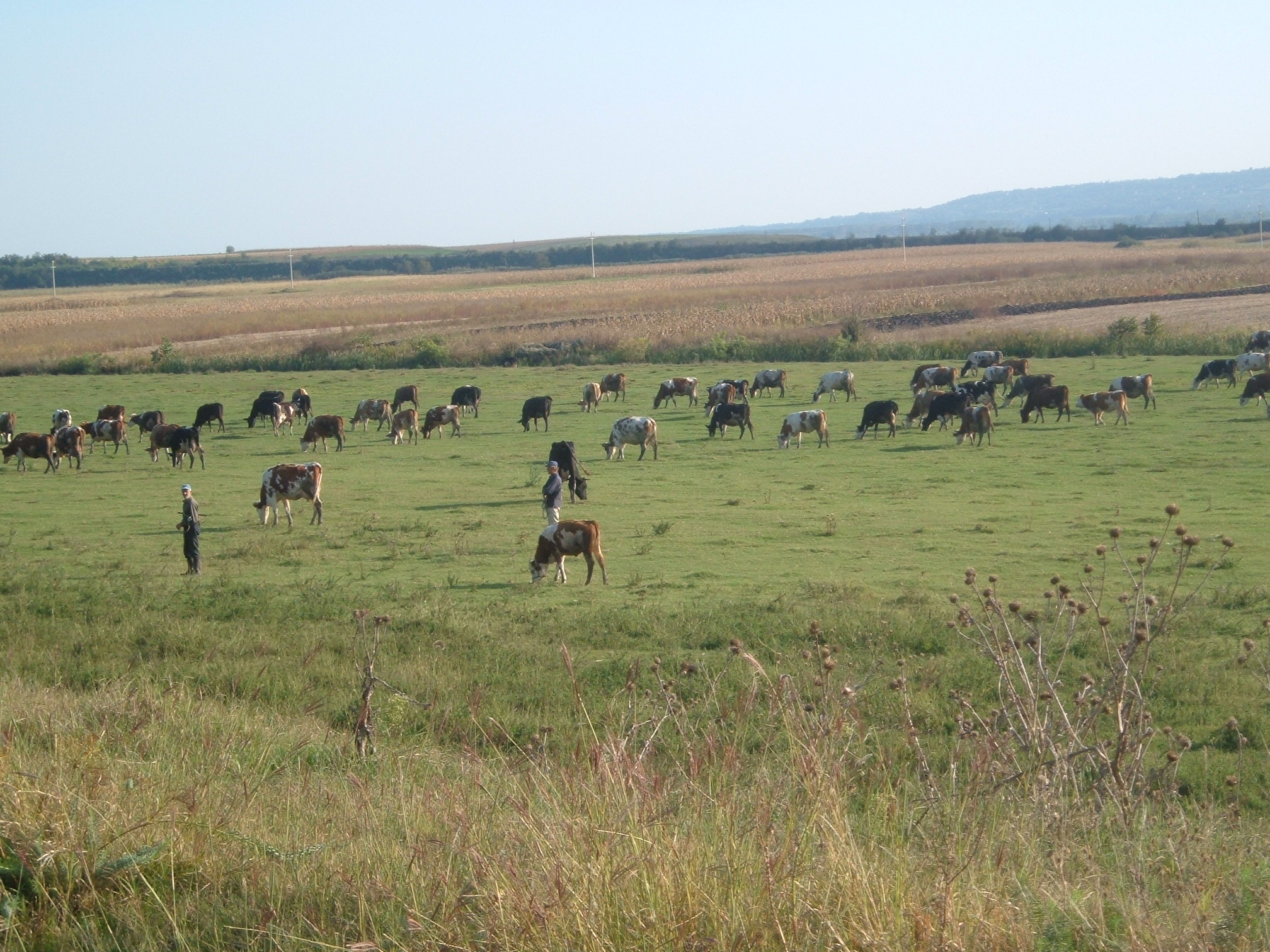
Sajkásvidéki táj

Sajkásvidék (szerbül Шајкашка / Šajkaška, németül Schajkaschka) egy a katonai határőrvidék szervezésekor létrehozott Habsburg katonai közigazgatási egység Magyarország egykori déli területén (Csajkások kerülete, székhelye Titel), melyet fennállása idején, a 18. század elejétől 1873-ig Bécsből irányítottak. Hivatalos magyar elnevezése (a folyamhatárok őrzését végző csónakok legénységéről elnevezett) Csajkások kerülete volt, de a Sajkásvidék mint táji-néprajzi elnevezés a katonai közigazgatás megszűnte után is megmaradt. Székhelye Titel volt. Trianonig Magyarország, ma Szerbia része.

## Fekvése

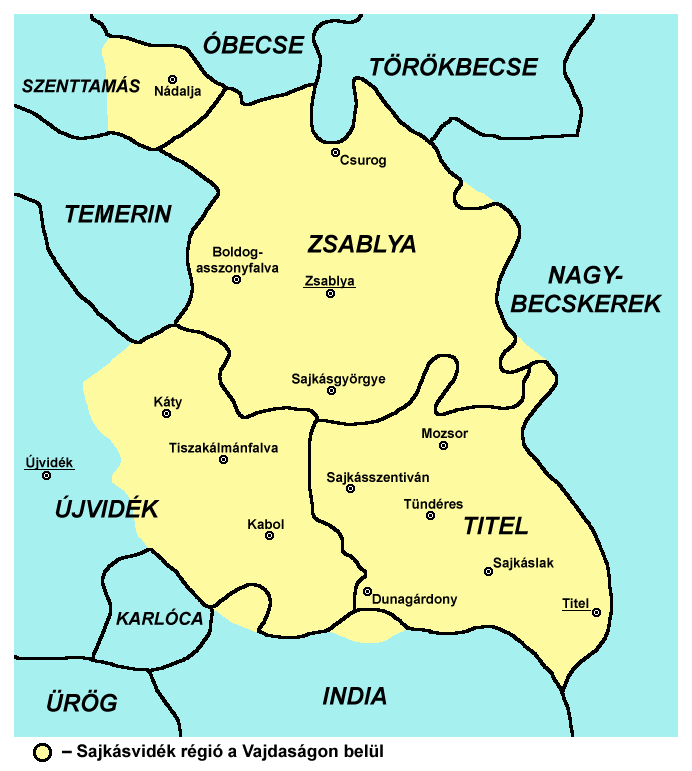
Sajkásvidék térképe a mai közigazgatási határokkal

Bácska délkeleti részén, a Tisza dunai torkolatvidékén, egyrészt a Titeli-fennsíkon terül el.

### Települések
(Zárójelben a szerb és egyéb név szerepel.)
Titel község összes települése:
- Titel
- Tündéres (Vilovo)
- Dunagárdony (Gardinovci)
- Sajkáslak (Lok)
- Mozsor (Mošorin)
- Sajkásszentiván (Šajkaš, németül Schatzdorf)

Zsablya község összes települése:
- Zsablya (Žabalj)
- Boldogasszonyfalva (Gospođinci)
- Sajkásgyörgye (Đurđevo)
- Csurog (Čurug)

Újvidék városi község három települése:
- Kabol (Kovilj)
- Káty (Kać, németül Schanzdorf)
- Tiszakálmánfalva (Budisava, németül Walneudorf)

Szenttamás község egy települése:
- Nádalja (Nadalj)

## Története

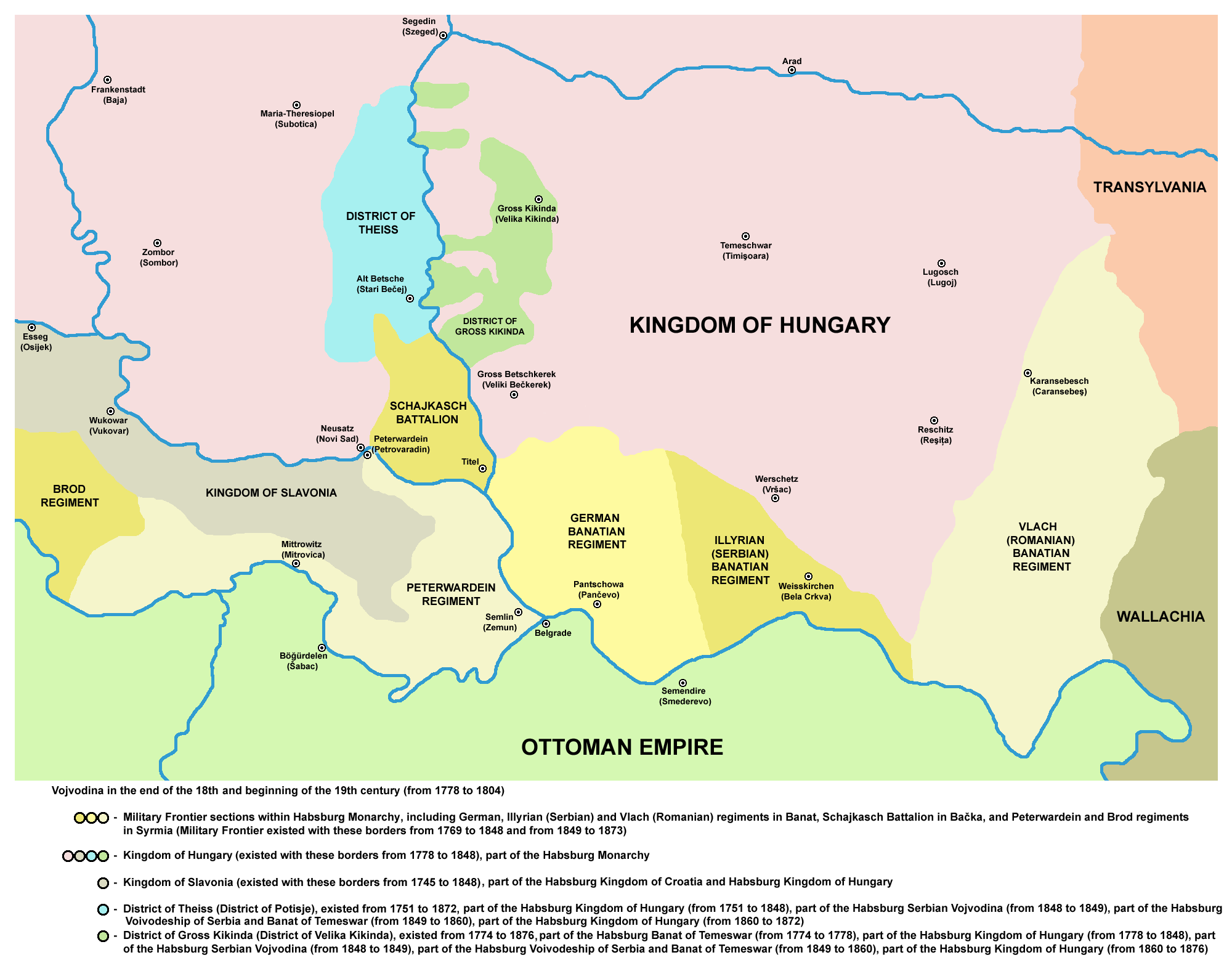
A Sajkásvidék határőrkerület elhelyezkedése a Délvidéken

A csajkás zászlóalj eredetileg a török dunai flottilla ellenében létrehozott hajózó alakulat volt, amelynek legénységét a katonai határőrvidék keretében külön kerület szolgáltatta. A Németbánsági ezred fennhatósága alá tartozott, annak megszűnéséig, ezt követően Bács-Bodrog vármegye kebelezte be. A trianoni impériumváltás a területet a délszláv államnak juttatta, 1941-ben visszatért a magyar közigazgatásba. A környék először 1942-ben az újvidéki razzia, majd az azt követő 1944-45-ös szerb megtorlás (ld. délvidéki vérengzések) idején tett szert szomorú hírnevére. 1942-ben a szerb partizánmozgások visszaszorítására a környék falvainak szerb lakosságát (valamint Újvidék szerb és zsidó polgárait) érintette a magyar honvéd és folyamőr egységek razziája, melynek különböző jelentések szerint összesen mintegy 3300 halottja volt. 1944-től kezdve a szerb partizán alakulatok (a rezsimváltást követően) a kényükre-kedvükre kiszolgáltatott helyi magyar és német lakosságot lemészárolták, maradékukat munkatáborokba telepítették, Mozsor, Zsablya és Csúrog községekből örökre kitiltották. A Sajkásvidéknek ma már nincs jelentősebb magyar lakossága. 
2014-ben született meg az a szerbiai kormányrendelet, amely eltörölte a Csúrog, Zsablya és Mozsor települések magyar lakosságának kollektív bűnösségét kimondó jogszabályt. A rendeletre mintegy hetven évet kellett várnia a helyieknek. A magyar kormány üdvözölte a döntést, amelyet a szerb-magyar megbékélés fontos állomásának nevezett.

## Lakossága
1944-ig vegyes német-magyar-szerb lakosságú volt, némi magyar túlsúllyal. Ma szerb lakosságú.

## Galéria

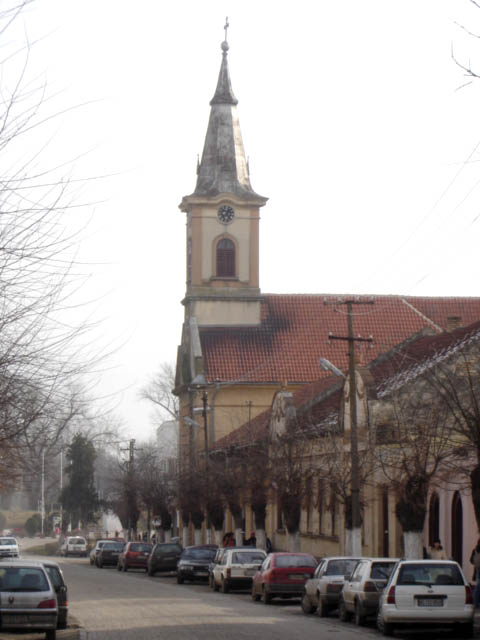
Titel
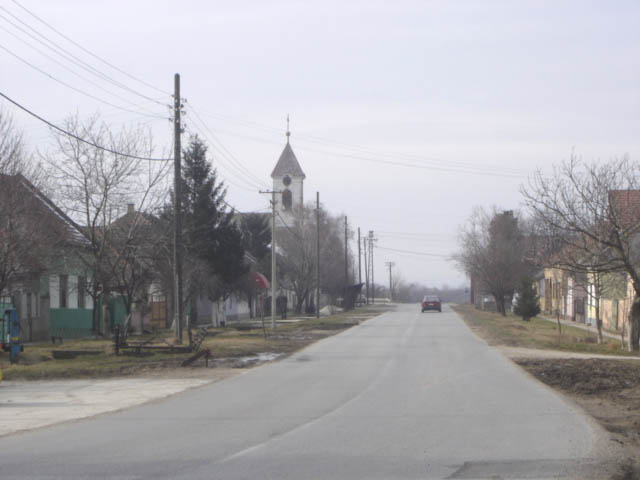
Tündéres
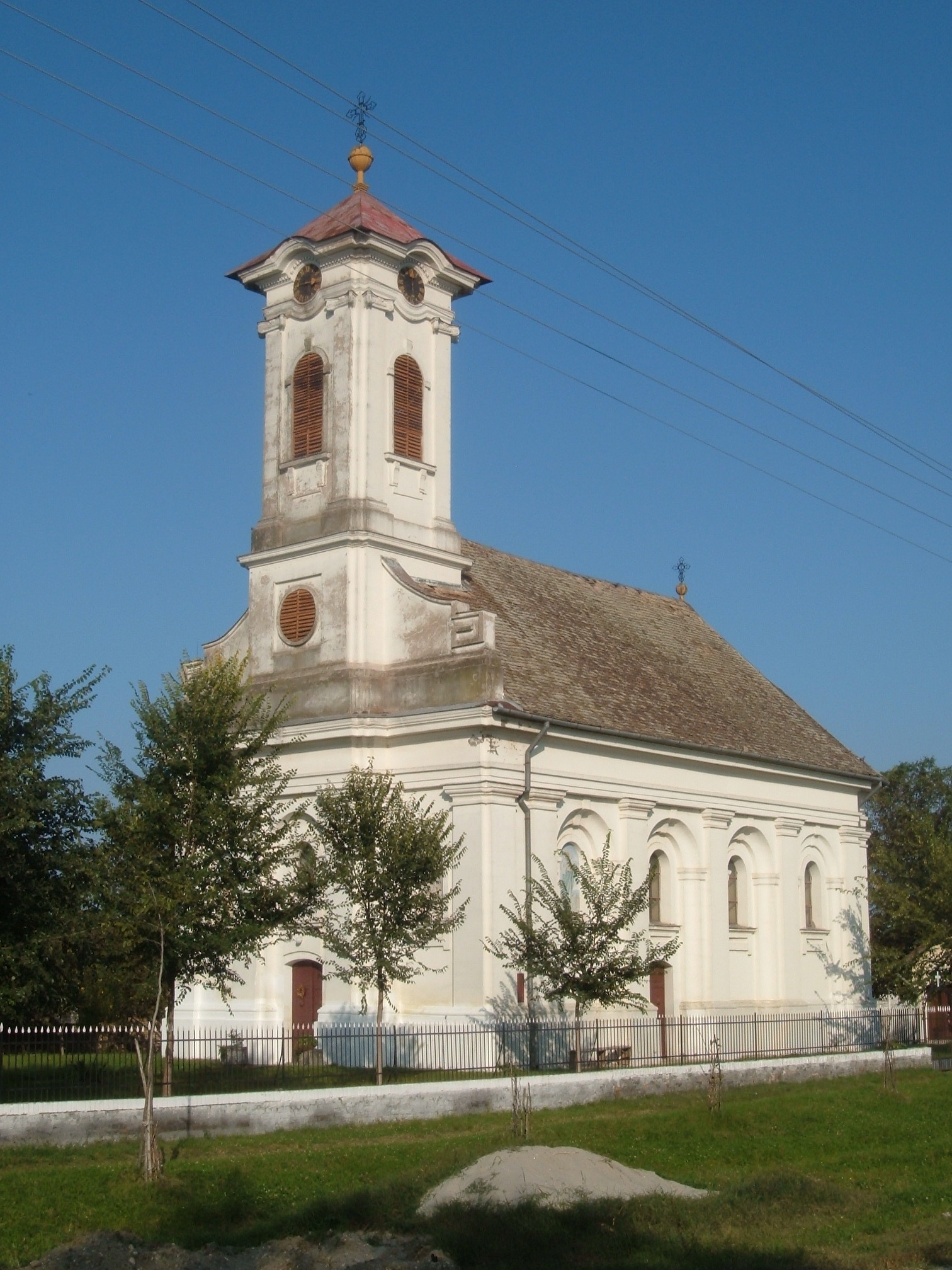
Sajkáslak
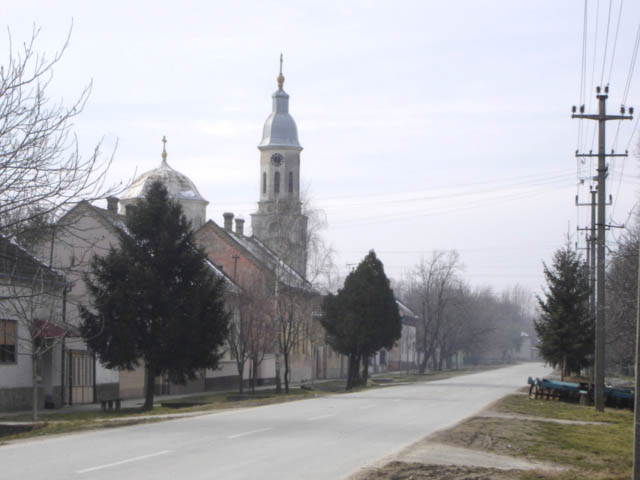
Dunagárdony
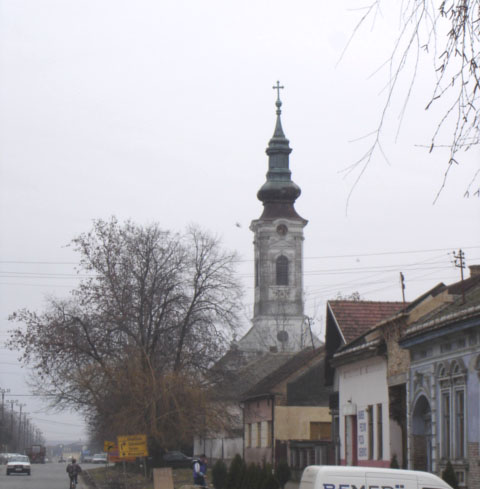
Sajkásszentiván
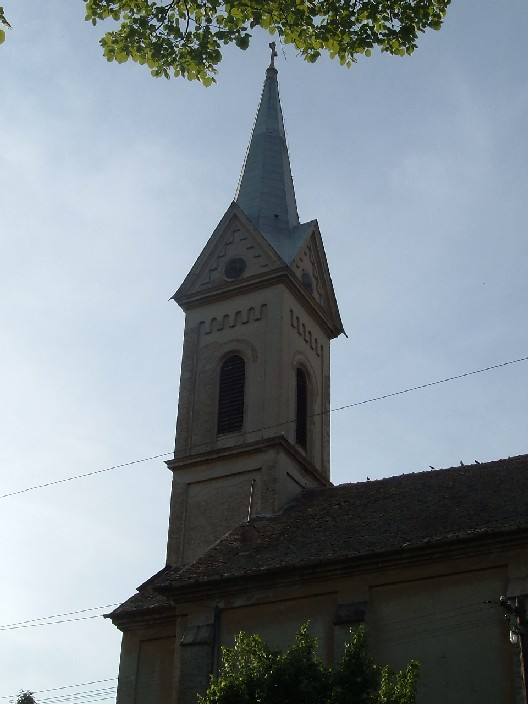
Zsablya
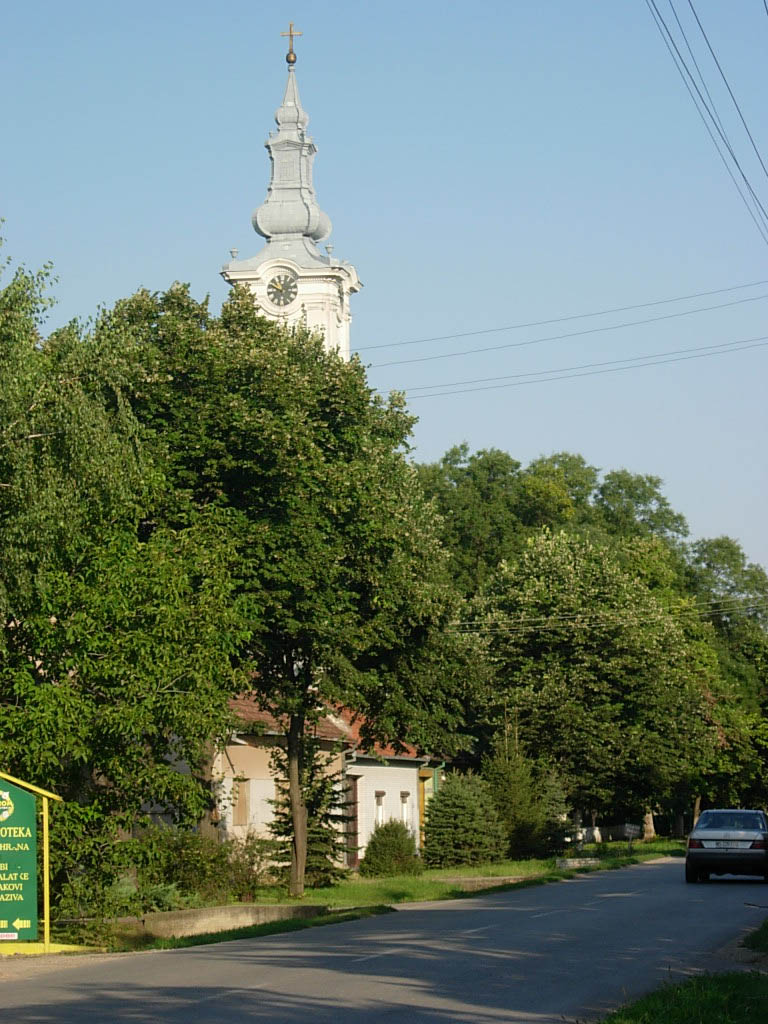
Boldogasszonyfalva
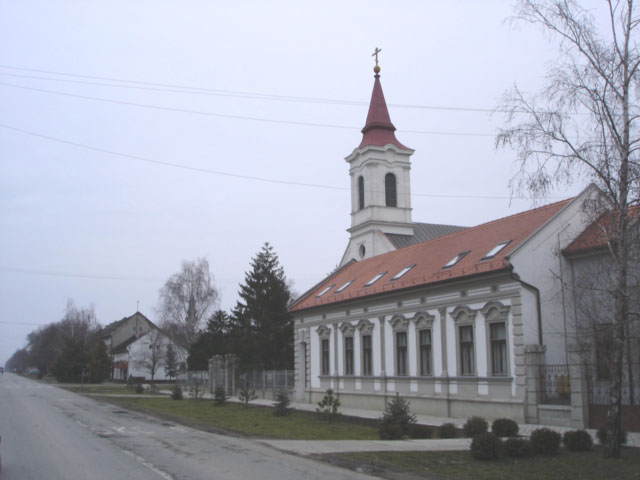
Sajkásgyörgye
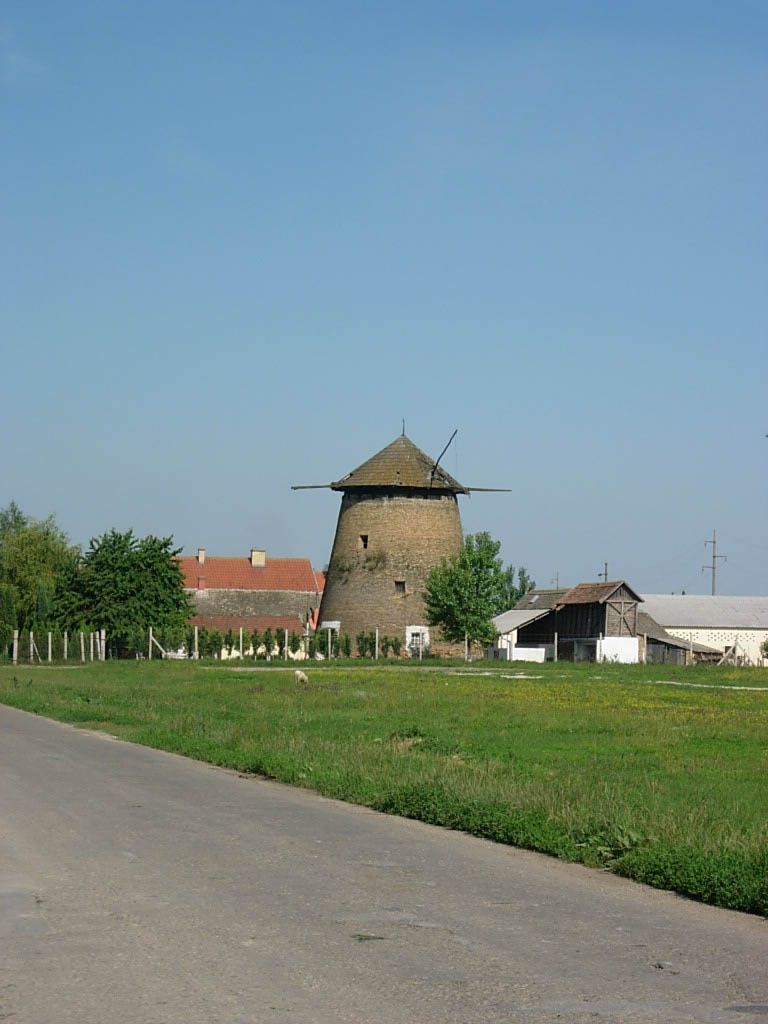
Csurog
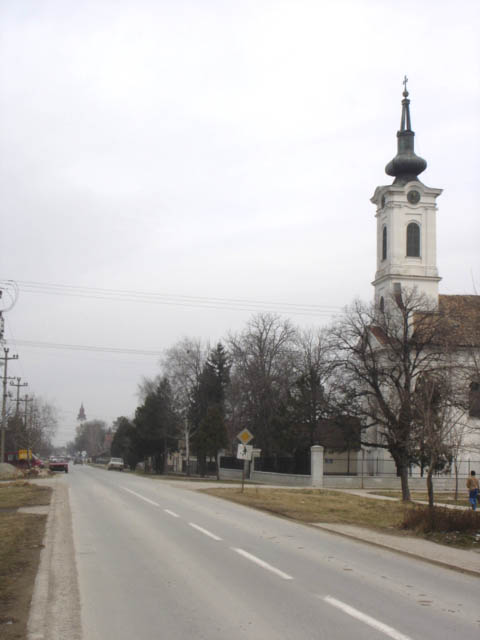
Kabol
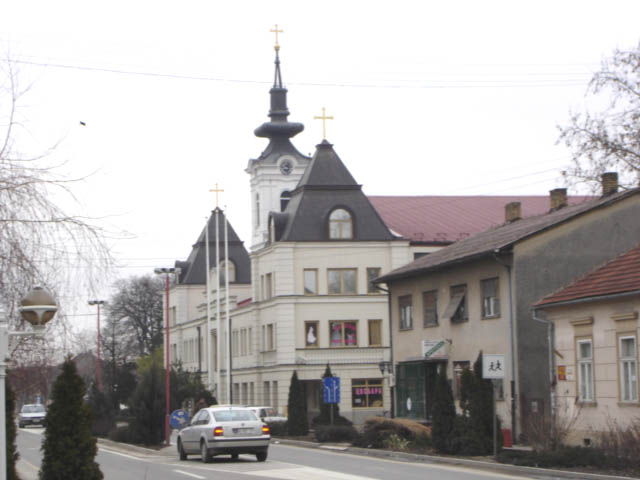
Káty
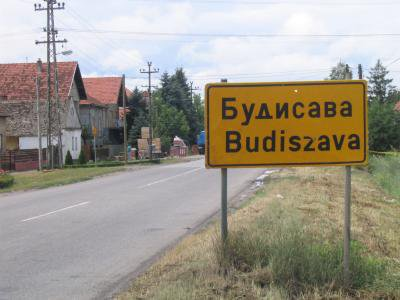
Tiszakálmánfalva
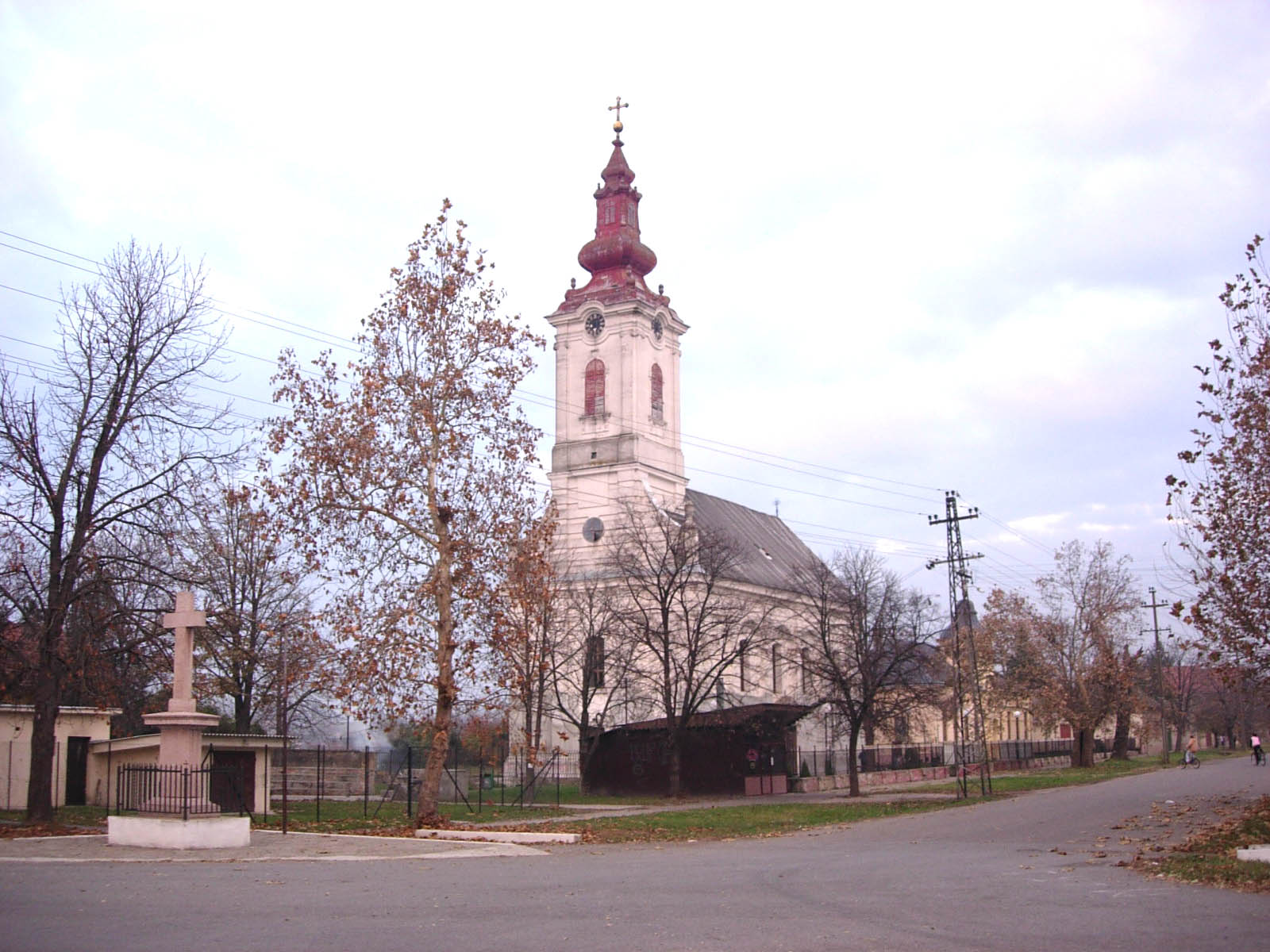
Nádalja